# Selenipedium aequinoctiale
Selenipedium aequinoctiale é uma espécie de orquídea terrestre, família Orchidaceae, que habita o Equador.